# Berge (Gevelsberg)
Berge gehörte seit dem Mittelalter zum „Speckgürtel“ von Gevelsberg und gehörte als selbstständige Gemeinde dem Amt Volmarstein an. Es liegt im nordöstlichen Bereich von Gevelsberg.

## Geschichte
Die erste urkundliche Erwähnung aus dem heutigen Gemeindegebiet war die des Eigentümers des Hauses Rocholz Hermann von Berchem gen. Rockholl (Rauchloch) im Jahre 1367. Um 1500 wurde der Ort up dem Berge und 1693 off dem Berge genannt. Ursprünglich hieß das Gebiet Berkenberger Burschopp, das im 18. Jahrhundert in Gemeinde Berge umbenannt wurde.
Berge gehörte im Spätmittelalter und der Frühen Neuzeit zur Bauerschaft Berkenberg und im Amt Wetter und Gericht Volmarstein zur Grafschaft Mark. Laut dem Schatzbuch der Grafschaft Mark von 1486 hatten die 13 Steuerpflichtigen in der Bauerschaft zwischen ½ Goldgulden und 12 Goldgulden an Abgabe zu leisten. Größte Steuerzahler in Berge waren Hanß tom Berge mit 10 Goldgulden Abgabe und Hynrich tom Berge mit 12 Goldgulden Abgabe. Im Jahr 1705 waren in der Bauerschaft (In der Berkenberger Baurschafft) 27 Steuerpflichtige mit Abgaben an die Rentei Wetter im Kataster verzeichnet. Die Teilung des Berger Holzes durch den Landvermesser Schaerer war im Jahr 1772.
1841 erscheint Berge in einer Ortschaftstabelle. Die Namensdeutung der Bauerschaft (Berkenberg) bzw. des Ortsnamens kann folgendermaßen umschrieben werden: „Die Bauerschaft wurde zunächst nach einer mit Birken bestandenen Anhöhe benannt, später (Berge) nur noch nach ihrer Lage an einem Hügel“.
Seit dem 19. Jahrhundert bildete Berge eine Landgemeinde im Amt Volmarstein des Landkreises Hagen im westfälischen Regierungsbezirk Arnsberg. Im Jahr 1885 gab es in der Landgemeinde Berge auf 576 ha Fläche, davon 189 ha Ackerland, 61 ha Wiesen, 252 ha Holzungen, 37 Wohnplätze, 76 Wohnhäuser mit 111 Haushaltungen und 615 Einwohner.
Berge wurde im Rahmen der Kommunalen Gebietsreform am 1. Januar 1970 überwiegend (5,17 km² von 5,74 km²) nach Gevelsberg eingegliedert.
Mindestens ab 1760 bis 1968 besaß Berge eine eigene Schule. Mit der Gründung von Hammerwerken begann um 1760 die Industrialisierung. Der Autobahnanschluss an die A1 wurde in den 1960er Jahren fertiggestellt.

## Entwicklung
Berge besteht heute im aus den Ortsteilen Berge-Heck und Berge-Knapp und einer kleinen Anzahl landwirtschaftlicher Betriebe. Hauptsächlich geprägt ist Berge durch eine Wohnbebauung. Das Gut Berge (auch Gut Wehberg genannt) ist vor allem durch die Hengststation und die Pferdezucht bekannt geworden. Diese sind eng mit dem Landgestüt Warendorf verbunden. Auf dem Gut Berge befindet sich auch der Golfclub Gut Berge. Außerdem gehörte bis zur Eingemeindung die frühere Wasserburg Gut Rocholz zu Berge. Beim Hof Niederbröking und in der Nähe des Gutes Wehberg wurden erste Spuren menschlicher Anwesenheit im Gevelsberger Raum gefunden (Axtklingen aus der Jungsteinzeit).
Der Ortsteil Berge-Knapp wurde in den 1970er Jahren mit einigen Hochhäusern des Bauverein Gevelsberg eG und anderer Bauherren bebaut. Heute leben dort ca. 2700 Einwohner. Der Ortsteil verfügt über den S-Bahn-Haltepunkt Gevelsberg-Knapp einen eigenen S-Bahn-Anschluss.
| Linie | Verlauf | Takt   |
| ----- | --- | ------ |
| S 8   | Hagen Hbf – HA-Wehringhausen – HA-Heubing – HA-Westerbauer – Gevelsberg-Knapp – Gevelsberg Hbf – Gevelsberg-Kipp – Gevelsberg West – Schwelm – Schwelm West – W-Langerfeld – W-Oberbarmen – W-Barmen – W-Unterbarmen – Wuppertal Hbf – W-Steinbeck – W-Zoologischer Garten – W-Sonnborn – W-Vohwinkel – Haan-Gruiten – Hochdahl-Millrath – Hochdahl – Erkrath – D-Gerresheim – D-Flingern – Düsseldorf Hbf – D-Friedrichstadt – D-Bilk – D-Völklinger Straße – D-Hamm – NE Rheinpark-Center – NE Am Kaiser – Neuss Hbf – Büttgen – Kleinenbroich – Korschenbroich – MG-Lürrip – Mönchengladbach Hbf Stand: Fahrplanwechsel Dezember 2023                                | 60 min |
| S 9   | Recklinghausen Hbf – Herten (Westf) – Gladbeck West – Bottrop-Boy – Bottrop Hbf – E-Dellwig Ost – E-Gerschede – E-Borbeck – E-Borbeck Süd – Essen West – Essen Hbf – E-Steele – E-Überruhr – E-Holthausen – E-Kupferdreh – Velbert-Nierenhof – Velbert-Langenberg – Velbert-Neviges – Velbert-Rosenhügel – Wülfrath-Aprath – W-Vohwinkel – W-Sonnborn – W-Zoologischer Garten – W-Steinbeck – Wuppertal Hbf – W-Unterbarmen – W-Barmen – W-Oberbarmen – W-Langerfeld – Schwelm West – Schwelm – Gevelsberg West – Gevelsberg-Kipp – Gevelsberg Hbf – Gevelsberg-Knapp – HA-Westerbauer – HA-Heubing – HA-Wehringhausen – Hagen Hbf Stand: Fahrplanwechsel Dezember 2023 | 60 min |

Beliebtes Ausflugsziel ist der künstlich aufgestaute Berger See. Am Rande des Ortsteils Berge-Knapp liegt der neue Kommunalfriedhof der Stadt Gevelsberg. Der alte Berger Friedhof befindet sich in Berge-Heck.

## Regelmäßige Veranstaltungen
- Feuerwehrfest: Tage der offenen Tür am zweiten Wochenende im Juni jeden Jahres am Feuerwehrhaus „Ost“ in Gevelsberg-Berge
- Stadtteilfest an einem Wochenende im August oder September auf dem Parkplatz vor der S-Bahn-Station
- Stuten- und Fohlenschau am Gut Wehberg
- Gemeindefest der evangelischen Kirchengemeinde Berge rund um das Gemeindezentrum